# Sabah Tanah Airku
Sabah Tanah Airku (deutsch.: Sabah, mein Heimatland) ist die Hymne des malaysischen Bundesstaats Sabah.
Der Schöpfer der Hymne war der polnische Violinist H.B. Hermann. Hermann, der zum Zeitpunkt der Komposition auch singaporesischer Bürger war, reichte die Hymne anlässlich eines 1963 ausgeschriebenen internationalen Wettbewerbs ein und wurde von Tun Fuad Stephens und Tun Mustapha als Gewinner ausgewählt. Das Preisgeld der Sabah National Anthem Competition betrug 1.000 Straits-Dollar. Für seine Arbeit erhielt der 72-jährige Musiker noch im selben Jahr eine Auszeichnung durch die Regierung Sabahs.

## Malaiisch
Sabah tanah airku

Negeri kita yang tercinta

Pemuda pemudi

Semua marilah

Bangunlah bersatu semua

Marilah bersama serta maju jaya

Merdeka sepanjang masa

Bersatu segala bangsa sentosa

Sabah negeri merdeka

## Offizielle englische Version
Sabah, my homeland

Our beloved state

Men and women, come

Arise all together

Come together to be successful

Always staying Independent

Unite all, nation prospers

Sabah, the Independent state

## Deutsche Übersetzung
Sabah, mein Heimatland

Unser geliebter Staat

Männer und Frauen, kommt,

Erhebt euch alle zusammen

Kommt zusammen um erfolgreich zu sein,

Immer unabhängig zu sein

Alle vereint, das Volk gedeihe

Sabah, der unabhängige Staat.